# SN 1992bp
SN 1992bp – supernowa typu Ia odkryta 24 grudnia 1992 roku w galaktyce A033637-1821. Jej maksymalna jasność wynosiła 18,53m.